# Francesc Xavier Estruch i Serrat
Francesc Xavier Estruch i Serrat   (Badalona, 7 de desembre de 1912 - 19 de juliol de 1999) va ser un jugador de bàsquet català que va desenvolupar la seva carrera de manera íntegra al Joventut de Badalona, on també va ser entrenador i membre de la directiva. Xavier és, a més, soci número 1 i fundador del club badaloní.
Estruch i els seus companys van fundar la «Penya Spirit of Badalona», més tard Club Joventut de Badalona, en el mes de març de 1930 amb el desig que donés a conèixer el nom de Badalona arreu del món. La denominació de llavors del club badaloní va ser adoptada com un tribut d'homenatge a Charles Lindbergh, qui tres anys abans havia sorprès al món amb el seu vol Nova York-París a bord del Spirit of St.Louis.
Xavier Estruch hi va jugar a l'equip badaloní fins a l'any 1937, practicant simultàniament bàsquet i tennis de taula, esport amb el que va ser campió de Catalunya amb la Penya. L'any 1932 va ser president del "Centre Esportiu Badaloní", el nom que rebé el club entre les dues denominacions ja conegudes. Un cop superat el parèntesi d'inactivitat imposat per la guerra civil, Estruch es retira com a jugador per assumir les funcions d'entrenador i directiu. L'any 1952 seria designat novament president del Joventut. Sota la seva presidència el club badaloní aconseguiria guanyar la Copa del Generalíssim a la final de Valladolid, disputada contra el Reial Madrid. Abans de finalitzar aquell mateix any, Estruch va cedir el càrrec de president a Antoni Viñallonga. En el mes de maig de l'any 1982 va presidir la junta gestora que va dirigir el Joventut després de la dimissió de Santiago March, fins que en el mes de juny del mateix any va sortir escollit Lluís Conesa.
L'any 1994 va ser nomenat Històric del Bàsquet Català per la Federació Catalana de Bàsquet.